# Nicolas Achten
Nicolas Achten, né à Bruxelles le 25 septembre 1985, est un chanteur belge, également joueur de luth, de clavecin et de harpe triple.

## Biographie
Nicolas Achten est diplômé des Conservatoires royaux de Bruxelles et de La Haye. Il a complété sa formation lors de diverses masterclasses, notamment à l’Académie baroque d’Ambronay et au Centre de la voix de Royaumont. Il est aujourd’hui l’un des rares chanteurs classiques à s’accompagner de divers instruments, à l’instar de la pratique historique.
Il se produit depuis 2004 avec quelques-uns de plus prestigieux ensembles de musique ancienne, parmi lesquels L'Arpeggiata de Christina Pluhar, La Fenice, La Petite Bande, l'ensemble Ausonia, Les Agrémens, Akadêmia, Les Talens Lyriques, Il Fondamento, Les Musiciens du Louvre, Il Seminario Musicale et Le Poème harmonique.
Son intérêt particulier pour la musique vocale du XVIIe siècle le mène à fonder l’ensemble Scherzi Musicali. C’est avec la volonté de combiner authenticité et communication avec le public que l’ensemble défend le répertoire de compositeurs peu ou mal connus. Nicolas Achten signe avec Scherzi Musicali le premier enregistrement CD de l’Euridice de Giulio Caccini, unanimement salué par la critique (Joker de Crescendo, La Clef de ResMusica, Prelude Classics Award 2009, 4 étoiles du Monde de la musique, 5 Diapasons). Un second album, Dulcis amor Iesu, qui explore les motets de Giovanni Felice Sances, paraît en janvier 2010. Il sera suivi d'un CD consacré à des motets inédits du compositeur belge Joseph-Hector Fiocco et le premier enregistrement du premier opéra romain, daté de 1626, La catena d'Adone de Domenico Mazzocchi (1592-1665),.
Nicolas Achten avec Scherzi Musicali ont été les invités de nombreux festivals de musique ancienne en Belgique, aux Pays-Bas et en France, notamment au Festival baroque de Pontoise en 2010 et 2011.
Nicolas Achten est professeur invité à l’University of East Anglia et à l’Operastudio Vlaanderen, ainsi que pour les stages d'été Transparant et au Yorke Trust (Norfolk). Il enseigne le luth au Conservatoire royal de Bruxelles depuis septembre 2012.
Il est lauréat du VIIe Concours international de chant baroque de Chimay en 2006, et élu artiste classique de l'année 2009 aux Octaves de la musique. La presse musicale belge l'a nommé « Jeune musicien de l'année 2009 ».

## Discographie
- Giulio Caccini, L'Euridice - Scherzi Musicali, 2009, Ricercar RIC 269
- Giovanni Felice Sances, Dulcis amor Iesu - Scherzi Musicali, 2010, Ricercar RIC 292
- Joseph-Hector Fiocco, Petits Motets - Scherzi Musicali, 2011, Musique en Wallonie MEW 1054 (Diapason d'Or Découverte)
- Domenico Mazzocchi, La catena d'Adone - Scherzi Musicali, 2012, ALPHA 184
- Henry Purcell, How pleasant 't is to love - Scherzi Musicali, 2013, ALPHA
- Antonio Bertali, La Maddalena 1663 - Scherzi Musicali, 2016, Ricercar RIC 367
- Joseph-Hector Fiocco, Petits Motets Vol. 2 - Scherzi Musicali, 2016, Musique en Wallonie MEW 1682
- Giovanni Felice Sances, Dialoghi amorosi - Scherzi Musicali, 2017, Ricercar RIC 385[6]

## Prix et distinctions
- 2009 : Prix du Jeune Musicien de l'année de l'Union de la presse musicale belge